# Kate Jackson
Kate Jackson (født 29. oktober 1948 i Alabama, USA) er en amerikansk skuespillerinde. Hun er bedst kendt for sin rolle som Sabrina Duncan i tv-serien Charlie's Angels.